# Sudesh Kumar
Sudesh Kumar (ur. 10 marca 1950) – Indyjski zapaśnik walczący w obu stylach. Dwukrotny olimpijczyk. Czwarty w Monachium 1972 i szósty w Meksyku 1968. Startował w kategorii 52 kg.
Zajął szóste miejsce na mistrzostwach świata w 1970. Piąty na igrzyskach azjatyckich w 1970. Mistrz igrzysk Wspólnoty Narodów w 1970 i 1974 i wicemistrz z 1978.  
Uhonorowany nagrodą Arjuna Award w 1970 roku.
- Turniej w Meksyku 1968 – styl klasyczny

Przegrał z Marokańczykiem Muhammadem Karmusem i Imre Alkerem z Węgier
- Turniej w Meksyku 1968 – styl wolny

Pokonał Borisa Dimovskiego z Jugosławii i Gustavo Ramíreza z Gwatemali a przegrał z Panamczykiem Wanelge Castillo i Amerykaninem Rickiem Sandersem.
- Turniej w Monachium 1972 – styl wolny

Wygrał z Turkiem Ali Alanem, Kim Young-junem z Korei Południowej, Florentino Martínezem z Meksyku i Węgrem Henrikem Gálem. Przegrał z Kiyomi Katō z Japonii i zawodnikiem radzieckim Arsenem Ałachwerdijewem.